# Heterostegane rectifascia
Heterostegane rectifascia là một loài bướm đêm trong họ Geometridae.